# Bunte
Bunte és una revista alemanya publicada per Hubert Burda Media. La primera edició va ser publicada l'any 1948 amb el nom de Das Ufer. Una vegada sota el mandat de Hubert Burda, Bunte va arribar a ser una revista moderna i molt popular. Avui dia Bunte és de les publicacions més populars de tot Alemanya. Després del directori de Patricia Riekel, Robert Pölzer va prendre el relleu al 2016.

## Història
Després del final de la Segona Guerra Mundial, les autoritats franceses van encarregar a Franz Burda la creació d'una revista il·lustrada, i ell seguint la seva proposta, va fer la primera edició en 1948 sota el nom de Das Ufer. En 1953, a causa de la coronació d'Elisabeth II, es va llançar una circular que va arribar a les 100,000 còpies. Al 1954, la revista Das Ufer va canviar el seu nom a Bunte Illustrierte, mostrant fotografies de gran format i en color al centre de les publicacions.
En els anys 50 i 60, Bunte va arribar a ser de les revistes més distribuïdes i populars d'Alemanya. I al 1960 Münchner Illustrierte, amb circulacions d'unes 500.000 còpies, es va unir a Bunte Illustrierte, creant així Bunte Münchner Illustrierte. Al 1963 Frankfurter Illustrierte es va unir també a la revista Bunte i va canviar el nom a la revista Bunte Münchner Frankfurter Illustrierte. Era una revista centrada a la classe alta als anys 60, i tractava temes com la reconstrucció després de la postguerra, pel·lícules i música. Per exemple, la revista va anar guanyant importància quan van tractar temes com ara la Cortina de Ferro.
El juliol del 1972, per primera veu la revista va aparèixer sota el nom abreujat Bunte. En els anys següents la revista va començar a créixer sota el mandat de Hubert Burda, qui va començar l'any 1974 com a editor de Bunte. dos anys després, va arribar a ser cap de redacció, prenent el relleu a Bernd Ruland. Al costat d'ell, la revista va arribar a ser una moderna i popular revista més associada a la classe mitjana. I a mitjans dels 70 Bunte va arribar a ser la revista més venuda d'Alemanya.